# Elena Nikolaeva
Elena Nikolaevna Nikolaeva (in russo Елена Николаевна Николаева?; Akšiki, 1º febbraio 1966) è un'ex marciatrice russa, fino al 1991 sovietica, campionessa olimpica e mondiale della specialità.

## Biografia
Il suo primo risultato internazionale fu un quinto posto ai Campionati del mondo di atletica leggera 1987, piazzamento che ripeté ai Mondiali indoor del 1991.
L'anno successivo vinse l'argento olimpico dietro alla cinese Chen Yueling. La scia del successo seguì gli anni successivi: nel 1996 divenne la seconda e ultima campionessa olimpica nei 10 km di marcia, disciplina che fu sostituita in seguito con i 20 km.
Confermandosi anche nella distanza più lunga, vise il titolo ai Mondiali del 2003 a Parigi.

## Record nazionali

### Seniores
- Marcia 10 km: 41'04 ( Soči, 20 aprile 1996)
- Marcia 3.000 metri indoor: 11'49"73 ( Toronto, 12 marzo 1993)

## Palmarès
| Anno                                      | Manifestazione  | Sede       | Evento         | Risultato | Prestazione | Note                  |
| ----------------------------------------- | --------------- | ---------- | -------------- | --------- | ----------- | --------------------- |
| In rappresentanza dell' Unione Sovietica  |                 |            |                |           |             |                       |
| 1987                                      | Mondiali        | Roma       | Marcia 10 km   | 5ª        | 44'54       |                       |
| 1991                                      | Mondiali indoor | Siviglia   | Marcia 3.000 m | 5ª        | 12'09"60    |                       |
| In rappresentanza della Squadra Unificata |                 |            |                |           |             |                       |
| 1992                                      | Giochi olimpici | Barcellona | Marcia 10 km   | Argento   | 44'33       |                       |
| In rappresentanza della Russia            |                 |            |                |           |             |                       |
| 1993                                      | Mondiali indoor | Toronto    | Marcia 3.000 m | Oro       | 11'49"73    | Record dei campionati |
| 1993                                      | Mondiali        | Stoccarda  | Marcia 10 km   | 7ª        | 43'47       |                       |
| 1994                                      | Europei indoor  | Parigi     | Marcia 3.000 m | 4ª        | 11'57"49    | [ 1 ]                 |
| 1994                                      | Europei         | Helsinki   | Marcia 10 km   | Bronzo    | 42'43       |                       |
| 1995                                      | Mondiali        | Göteborg   | Marcia 10 km   | Bronzo    | 42'20       |                       |
| 1996                                      | Giochi olimpici | Atlanta    | Marcia 10 km   | Oro       | 41'49       | Record olimpico       |
| 1997                                      | Mondiali        | Atene      | Marcia 10 km   | 9ª        | 45'01       |                       |
| 1999                                      | Mondiali        | Siviglia   | Marcia 20 km   | 12ª       | 1h34'10     |                       |
| 2001                                      | Mondiali        | Edmonton   | Marcia 20 km   | dq        | dq          |                       |
| 2002                                      | Europei         | Monaco     | Marcia 20 km   | Argento   | 1h28'20     |                       |
| 2003                                      | Mondiali        | Parigi     | Marcia 20 km   | Oro       | 1h26'52     | Record dei campionati |
| 2004                                      | Giochi olimpici | Atene      | Marcia 20 km   | 17ª       | 1h32'16     |                       |

## Altre competizioni internazionali
1987
- 5ª in Coppa del mondo di marcia ( New York), 10 km - 43'57

1993
- Bronzo in Coppa del mondo di marcia ( Monterrey), 10 km - 45'22

1995
- Argento in Coppa del mondo di marcia ( Pechino), 10 km - 42'32

1999
- 4ª in Coppa del mondo di marcia ( Mézidon-Canon), 20 km - 1h28'23

2001
- 5ª in Coppa Europa di marcia ( Dudince), 20 km - 1h28'20

2002
- 4ª in Coppa del mondo di marcia ( Torino), 20 km - 1h29'12

2003
- Oro in Coppa Europa di marcia ( Čeboksary), 20 km - 1h26'22

2004
- Oro in Coppa del mondo di marcia ( Naumburg), 20 km - 1h27'24